# Pourtalesia aurorae
Pourtalesia aurorae is een zee-egel uit de familie Pourtalesiidae.
De wetenschappelijke naam van de soort werd in 1926 gepubliceerd door René Koehler.